# Neo (The Matrix)

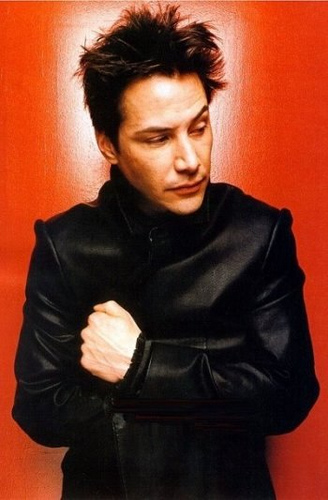
Keanu Reeves als Neo

Thomas 'Neo' Anderson is de Uitverkorene in de filmtrilogie The Matrix van de toenmalige gebroeders Wachowski. De rol van Neo wordt vertolkt door Keanu Reeves.
Neo's taak is het vervullen van de profetie, en het redden van de mensheid, die al jaren in oorlog is met de machines. Hij krijgt bijzondere krachten in de matrix (een simulatiewereld om de mensheid in bedwang te houden) en weet zijn omgeving te manipuleren (denk aan hoog springen, ultrasnelle reflexen en niet-menselijke kracht). Ook is kenmerkend dat hij met het grootste gemak kogels ontwijkt of zelfs stopt door de Matrix (de computerwereld waarin mensen worden 'ingeplugd' om ze 'koest te houden') te manipuleren.